# Donji Barbeš
Donji Barbeš (cyr. Доњи Барбеш) – wieś w Serbii, w okręgu niszawskim, w gminie Gadžin Han. W 2011 roku liczyła 154 mieszkańców.